# Inondations de 2013 en Alberta
Les inondations de 2013 en Alberta au Canada se sont produites quand des pluies abondantes sont tombées sur la province au cours de la second moitié de juin 2013. Les inondations ont été qualifiées par le gouvernement albertain de pires de l'histoire de l'Alberta. Les régions longeant les rivières Bow, Elbow, Highwood, Sheep et Saskatchewan Sud et leurs affluents ont été particulièrement touchées. Plus de 27 états d'urgence locaux ont été déclarés et 28 centres d'urgence ont été mis en place alors que le niveau des eaux s'élevait ; plusieurs communautés ont été soumises à un ordre d'évacuation. Plus de 100 000 personnes ont été déplacées dans la région. La Gendarmerie royale du Canada a confirmé que trois personnes sont mortes noyées près de High River,. Au 22 juin, 1 300 soldats de l'armée canadienne se trouvent sur place pour offrir de l'aide.

## Situation météorologique

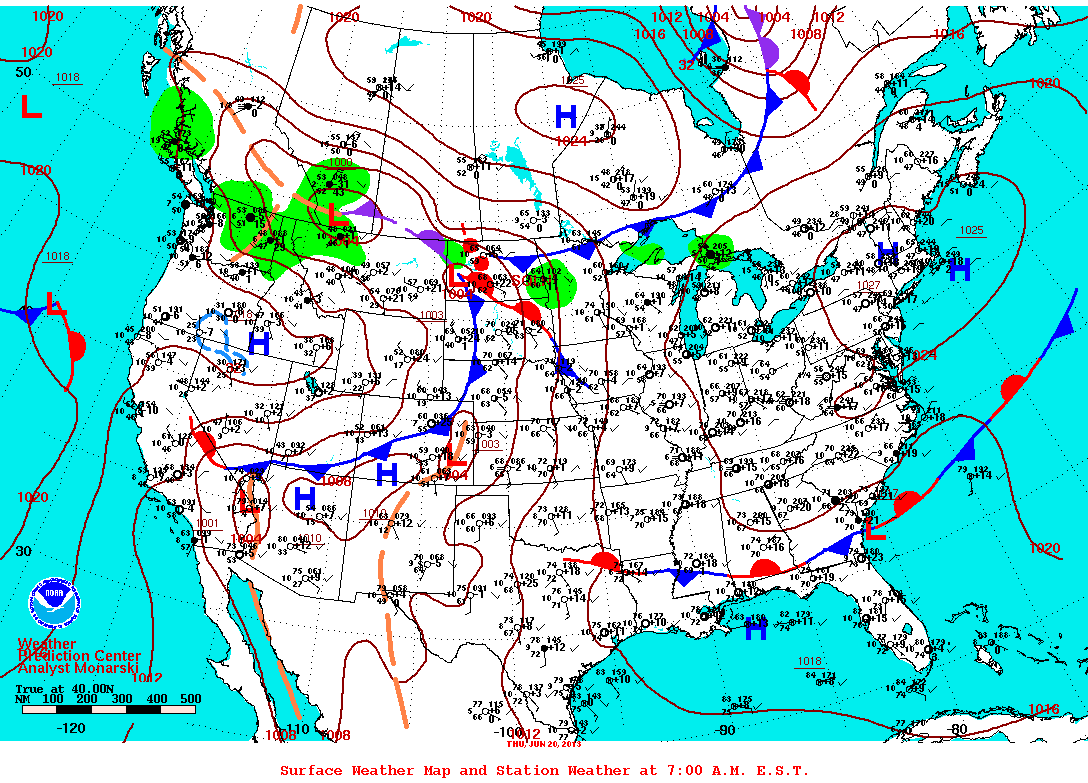
Carte météorologique de surface montrant la dépression bloquée sur le sud de l'Alberta le 20 juin 2013.

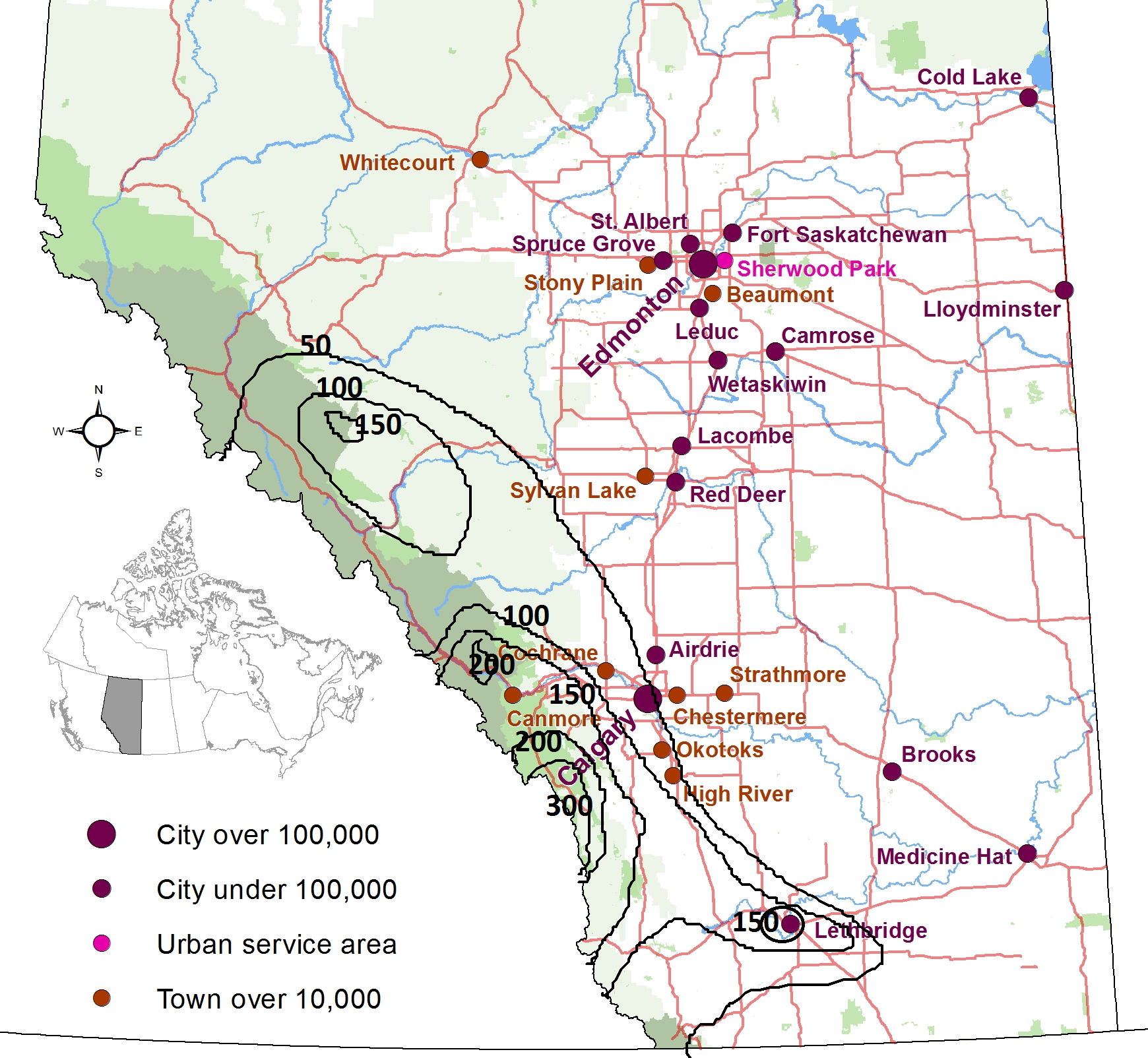
Accumulation de pluie en millimètres du 19 au 22 juin

L'Alberta possède un climat continental sec très chaud en été et très froid en hiver. Le sud de la province est la région la plus sèche à cause de la circulation dominante d'ouest qui assèche l'air venant du Pacifique passant au-dessus des montagnes Rocheuses. Les précipitations les plus abondantes se produisent lors d'orages en été et avec une circulation d'est durant les autres saisons. Celle-ci amène de l'humidité du Midwest américain qui remonte la pente des montagnes, permettant à l'air de se refroidir par détente adiabatique et de condenser l'humidité.
La seconde moitié du mois de juin 2013 a été marqué en Alberta par le passage de dépressions à déplacement lent qui ont laissé beaucoup de pluie. Du 10 au 18 juin, une première dépression est remontée le long de la frontière avec la Saskatchewan et a apporté de fortes quantités de pluie dans le secteur de Fort McMurray, dans le nord-est de l'Alberta, causant certaines inondations.
Du 18 au 22 juin, un anticyclone quasi stationnaire depuis le nord de l'Ontario vers le Yukon a bloqué le mouvement d'une seconde dépression remontant lentement depuis l'Idaho et le Montana vers le sud de l'Alberta. La dépression était porteuse de beaucoup d'humidité et la circulation entre les deux entités météorologiques était d'est, remontant donc la pente des contreforts des montagnes Rocheuses. La pluie causée par la dépression a donc été accentuée par le soulèvement à proximité des montagnes, augmentant la condensation de l'humidité.
Plusieurs communautés du sud de l'Alberta le long du piedmont des Rocheuses, dont Canmore et Banff, ont reçu en trois jours jusqu'à plus de 250 mm de pluie,. Le terrain étant déjà saturé des pluies antérieures, les rivières très pentues de la région ont drainé en aval toute cette eau et sont sorties de leur lit, endommageant routes et ponts, inondant des quartiers entiers de plusieurs villes et villages,.

## Impact

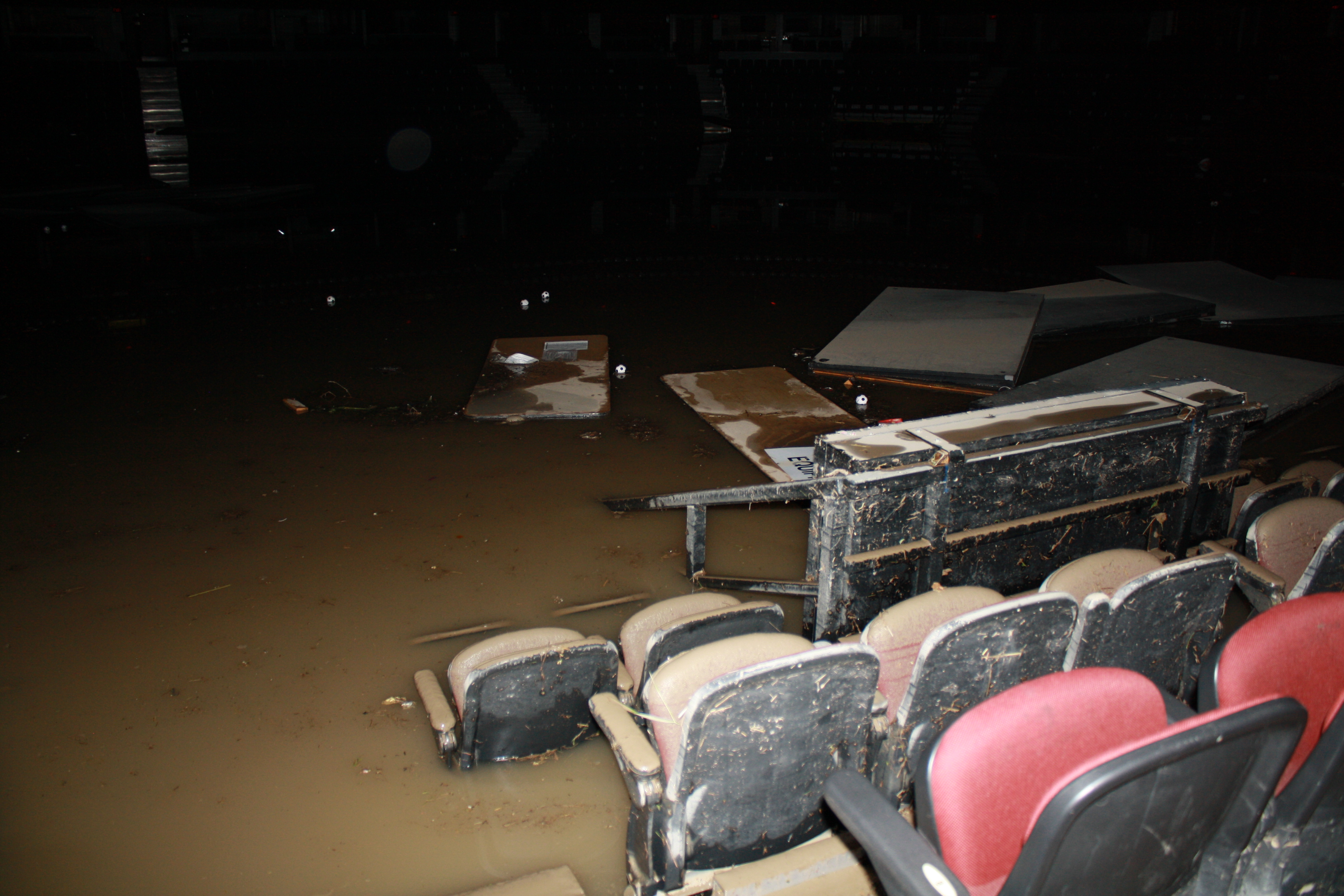
Intérieur du Saddle Dome où jouent les Flames de Calgary

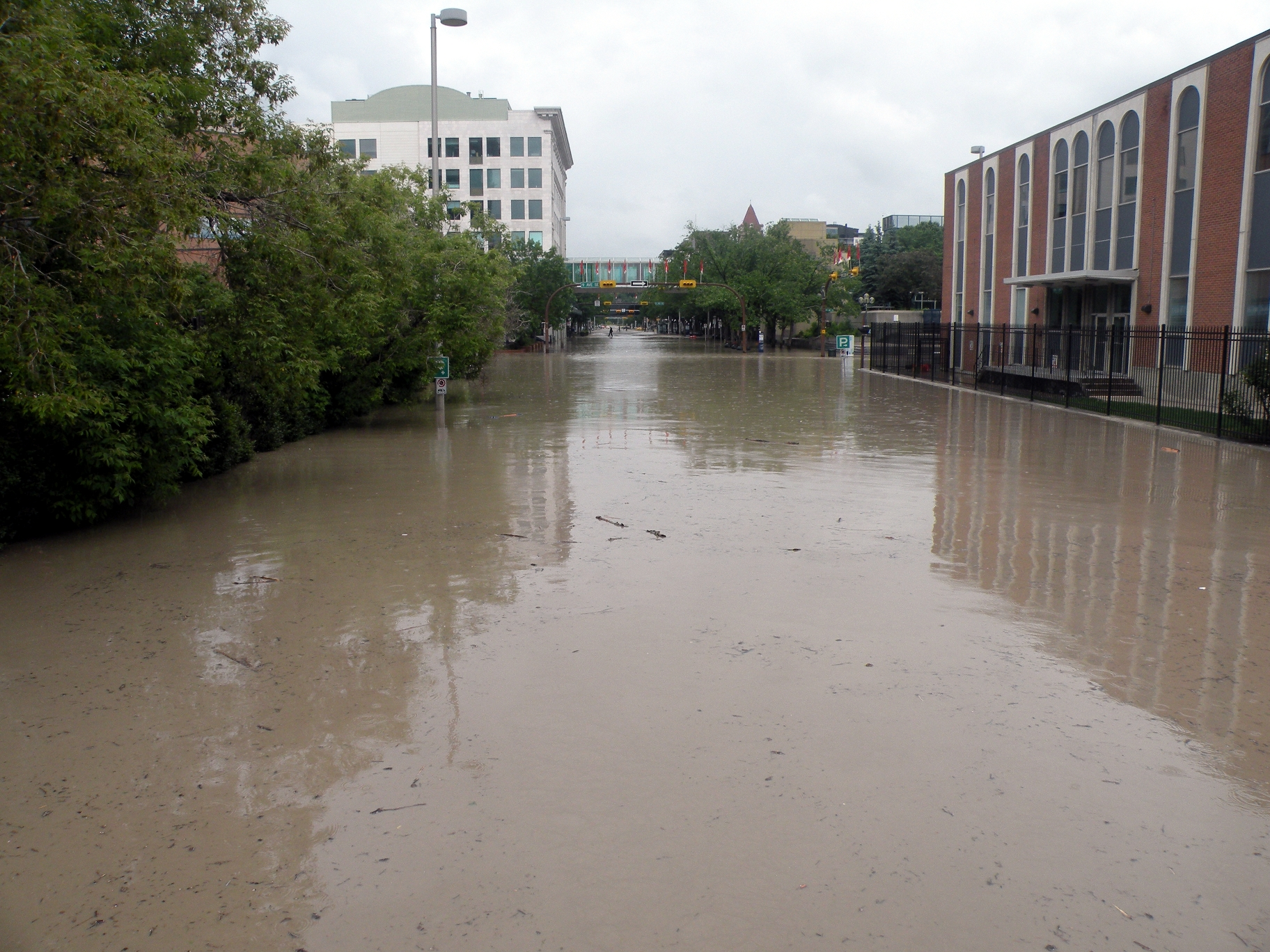
Rue de Calgary recouverte par des eaux à la suite des inondations.

Les inondations ont provoqué des dommages particulièrement importants dans des villes comme Banff, Canmore et au col du Nid de Corbeau dans les montagnes Rocheuses ; à Calgary, aux environs de Lethbridge, High River, Turner Valley et Black Diamond dans la plaine.
Le 21 juin, la Gendarmerie royale du Canada a annoncé que trois corps avaient été repêchés  dans les eaux de la rivière Highwood près de High River,. Un résident d'Okotoks, Robert David Nelson, s'est tué au volant de son véhicule tout-terrain quand celui-ci s'est renversé alors qu'il allait vérifier l'état de la maison d'un voisin. La police de Calgary a également trouvé le corps d'une femme de 88 ans dans son appartement, il semble qu'elle n'ait pas suivi l'ordre d'évacuation des autorités, mais la cause de sa mort n'est pas connue.
Calgary, qui compte plus de un million d'habitants, a reçu moins de pluie mais le débordement des rivières Bow et Elbow a forcé 75 000 riverains à évacuer leur domicile. Tôt vendredi après-midi le 22 juin, la directive avait été étendue à l'ensemble du centre-ville, paralysant la plus grande ville de la province et la troisième plus populeuse au Canada. Les terrains du Stampede de Calgary un rodéo de renommée internationale qui se tient en début juillet, et l'aréna de l'équipe de hockey sur glace des Flames de Calgary se sont retrouvés sous plusieurs mètres d'eau.
Calgary étant le noyau de l'industrie énergétique canadienne, l'effet de la suspension de toute activité au centre-ville pour une certaine période de temps aura des conséquences sur le plan économique pour le pays. Le président du Parti conservateur du Canada a annoncé le 22 juin que le congrès du parti qui devait se tenir à Calgary la semaine du 1er juillet avait été annulé pour permettre à la ville de se remettre sur pied et de procéder aux réparations prioritaires. Le premier ministre Stephen Harper se trouvait en Alberta afin de constater l'ampleur des dégâts lors de cette annonce de son parti.
Les inondations ont atteint plus tard la ville de Medicine Hat, loin des montagnes, lors du débordement de la rivière Saskatchewan Sud.
Le 27 juin vers 3 h 45, un train de marchandises a déraillé sur le pont centenaire de Bonnybrook à Calgary. La structure du pont s'est affaissée d'environ 60 centimètres à la suite de l'effet érosif sur un pilier par les inondations. Cinq wagons contenant du liquide inflammable dérivé du pétrole sont restés coincés sur le pont et ont dû être retirés avec précaution après avoir été vidés de leur contenu.

### Opération OPLENTUS

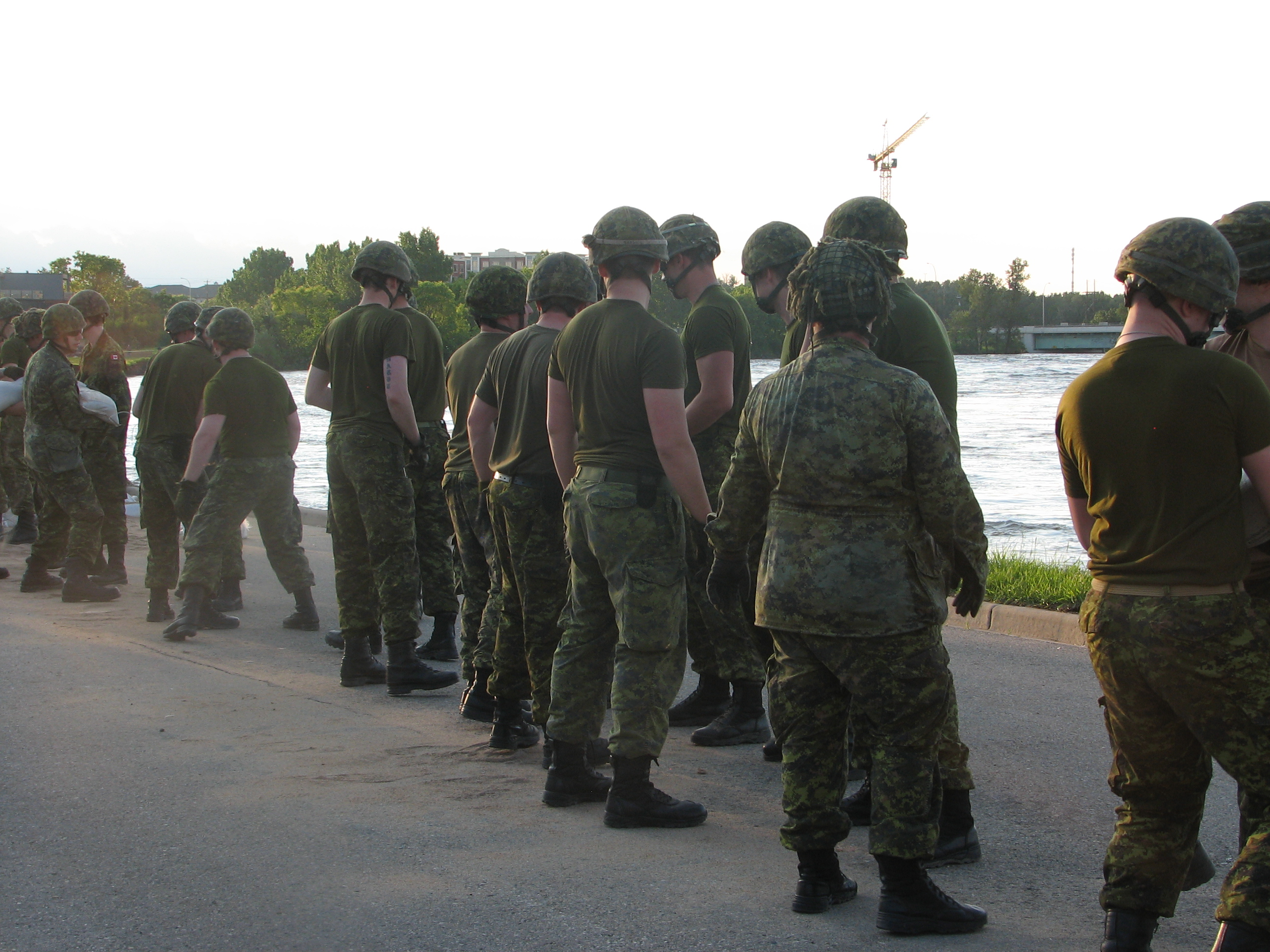
Soldats faisant la chaîne pour amener des sacs de sable vers les digues.

Dès le 21 juin, le gouvernement canadien a déclenché l'opération OPLENTUS et mis à la disposition des autorités civiles le personnel et les aéronefs des Forces armées canadiennes du sud de l'Alberta. Dans un premier temps, huit hélicoptères, un avion militaire, des camions et d’autres véhicules ont été déployés pour appuyer l’équipe d’urgence provinciale de l’Alberta dans les efforts de secours et d’évacuation. Jusqu'à 1 300 militaires ont été dépêchés pour les opérations de lutte contre les inondations, dont un soutien logistique et un approvisionnement en carburant. Industrie Canada a collaboré également avec des entreprises de télécommunications et des partenaires provinciaux pour régler les pannes de télécommunications.

## Retour à la vie normale
Ce n'est que le 24 juin que les autorités ont permis à 65 000 résidents de retourner chez eux, où ils ont constaté l'ampleur des dégâts. Le 25 juin, une bonne partie des commerces du centre-ville de Calgary ont été rebranchés au réseau électrique et les évacués ont commencé à retourner à Medicine Hat et d'autres municipalités affectées. Cependant, selon les autorités provinciales, 80 % de la ville de High River était toujours privée de services publics et du système de gestion des eaux usées.
À Canmore, la route Transcanadienne entre Banff et Canmore a été rouverte dans les deux directions le 25 juin mais certaines portions étaient réduites à une voie dans chaque direction et la limite de vitesse a été réduite à 60 km/h. Le 27 juin, les autorités de la ville de Calgary ont annoncé que le remorquage des véhicules garés dans les zones inondées serait gratuit pendant l'opération de nettoyage des rues mais pas le stationnement sur les rues. Tous les sites d'enfouissement ont été ouverts gratuitement 7 jours par semaine durant le nettoyage pour les sinistrés. De larges conteneurs à déchets ont aussi été placés dans les communautés inondées.
Le 28 juin, un faible nombre de résidents de la ville de High River ont pu retourner à leur demeure
. Les opérations de nettoyage et de reconstruction de la ville ont été prises en charge par le gouvernement de l'Alberta à la demande du maire.
Le 5 juillet, l'état d'urgence a été levé à Calgary, juste à temps pour les festivités du Stampede. Le Saddle Dome ayant été endommagé, plusieurs spectacles, dont ceux de Tim McGraw et des Dixie Chicks, et certaines compétitions ont été annulés. Les autorités ont mentionné que certains pourraient devoir patienter jusqu'à un an avant de pouvoir regagner leur foyer. Il est estimé qu'entre 550 et 900 citoyens dont la résidence a été condamnée ou nécessitant des travaux importants devront être logés provisoirement. Il y avait 49 édifices à condominiums toujours sans électricité parce que toujours pas inspectés. Il restait toujours 11 communautés, dont High River, en état d'urgence.
Le 12 juillet, l'état d'urgence a été levé à High River et les habitants ont pu retourner voir leur demeure. Plusieurs ne pourront y revivre avant des semaines ou des mois tant les réparations seront importantes. Certaines maisons devront tout simplement être détruites. Le ministre responsable de la communauté, Rick Fraser, a visité le quartier temporaire de 40 hectares en construction pour les résidents délogés et qui devait être prêt à accueillir ses premiers habitants quelques semaines plus tard.

### Coûts
Selon le Bureau d'assurance du Canada (BAC), les primes d’assurance de tous les Canadiens risquent de grimper en raison des dégâts causés aux véhicules endommagés ou perdus et pour les refoulements d'égouts. Toutefois, les plus gros des dommages causés par le débordement des rivières et les inondations des terres, n’étaient pas couverts par les assurances. Les inondations survenues en juin 2005 dans le sud de l’Alberta, moins importantes que celles-ci, avaient entraîné des demandes de règlement de 300 millions $ CA. Le 24 juin, Tom MacKinnon, analyste financier de la Banque de Montréal, a suggéré que les dommages pourraient atteindre entre 3 et 5 milliards $ CA, ce qui représenterait 20 à 30 fois le coût de l'inondation de 2005.
La première ministre albertaine Alison Redford a prédit que la reconstruction dans les zones sinistrées pourrait prendre une décennie. Son gouvernement a promis une enveloppe d'un milliard $ CA pour la première phase de l'opération de nettoyage et les efforts de reconstruction : donner un coup de pouce aux citoyens qui ont été évacués, financer les refuges et reconstruire les infrastructures qui ont été endommagées par les inondations. Dès le 26 juin le gouvernement albertain a versé 50 millions de dollars à la ville de High River, encore en état d'urgence, et mis à la disposition des sinistrés des cartes de débit prépayées pour répondre à leurs besoins immédiats et donnant droit pour les adultes à 1 250 CAN, plus 500 CAN pour chaque enfant à charge.

### Critiques
À la suite des inondations qui avaient affecté Calgary en 2005, le rapport d'une commission d'enquête a publié des recommandations en 2006 pour limiter les dégâts lorsque les rivières sortent de leur lit. Le gouvernement albertain a été critiqué pour n'avoir pas mis en œuvre plusieurs de ces suggestions.
Les policiers de la Gendarmerie royale du Canada ont saisi des armes à feu laissées sans surveillance dans des résidences de la ville de High River alors que ses habitants avaient été évacués. Il s'agissait d'empêcher que celles-ci puissent être volées par des personnes s'introduisant dans la ville désertée. Les armes ont été placées en lieu sûr, selon la police, pour être rendues aussitôt que possible. Cependant, certains résidents qui ont eu vent de cet événement ont critiqué la manœuvre dans cette partie du pays où le contrôle des armes de chasse est tabou. L'attaché de presse du premier ministre Stephen Harper a affirmé que le gouvernement du Canada s'attend à ce que les armes à feu soient rendues à leurs propriétaires dès que possible, ce que les détracteurs du gouvernement n'ont pas tardé à souligner comme une ingérence dans le travail la police fédérale.